# Condado de Lumiares
El condado de Lumiares es un título nobiliario español, de origen portugués, que había sido creado por el rey Felipe III rey de las coronas españolas y de Portugal, el 2 de noviembre de 1607 a favor de Manuel de Moura y Corte-Real, II marqués de Castel-Rodrigo, y con posterioridad, el 16 de agosto de 1884, convertido como español por el rey Alfonso XII a favor de su descendiente, Juan Falcó de Belaochaga y Trivulzio, XV marqués de Castel-Rodrigo, barón de Benifayó, príncipe Pío de Saboya, quién era hijo de Antonio Falcó de Belaochaga y d'Adda, XIV marqués de Castel-Rodrigo, y de Evelina Trivulzio y Rinuccini.
Su denominación hace referencia a la localidad portuguesa de Santa Cruz de Lumiares, actual Santa Cruz (Armamar).

## Antecedentes
Este título portugués, fue llevado ininterrumpidamente por los marqueses de Castel-Rodrigo, hasta que fue convertido en título español por Alfonso XII, en 1884.
Manuel de Moura y Corte Real, II Marqués de Castelo Rodrigo y I conde de Lumiares, fue Embajador en Roma, consejero de Estado, teniente de gobernador y capitán general de los Países Bajos y mayordomo mayor de Felipe IV. Manuel residió en Lisboa hasta que en 1607 de regreso a la Corte, fue designado gentilhombre de la cámara del príncipe Felipe IV, y honrado con el condado de Lumiares, que en adelante lo llevarían los primogénitos de la casa.

## Condes de Lumiares
|                                                 | Titular                                             | Periodo                                    |
| Creación por Felipe III (título Portugués)      | Creación por Felipe III (título Portugués)          | Creación por Felipe III (título Portugués) |
| ----------------------------------------------- | --------------------------------------------------- | ------------------------------------------ |
| I                                               | Manuel de Moura y Corte-Real                        | 1607-1651                                  |
| II                                              | Francisco de Moura Corterreal                       | 1631-1675                                  |
| III                                             | Leonor de Moura y de Aragón                         | 1675-1706                                  |
| IV                                              | Juana de Moura y de Aragón                          | 1706-                                      |
| V                                               | Francisco Pío de Saboya y Moura                     | -1723                                      |
| VI                                              | Gisberto Pío de Saboya y Spínola                    | 1723-1776                                  |
| VII                                             | Isabel María Pío de Saboya y Spínola                | 1776-1799                                  |
| VIII                                            | Antonio Valcárcel Pío de Saboya y Moura             | 1799-1808                                  |
| IX                                              | Antonio de Valcárcel y Pascual de Pobil             | 1808-1824                                  |
| X                                               | María de la Concepción Valcárcel y Pascual de Pobil | 1824-1825                                  |
| XI                                              | Pascual Falcó y Valcárcel                           | 1825-1848                                  |
| XII                                             | Juan Jacobo Falcó y Valcárcel                       | 1848-1873                                  |
| XIII                                            | Antonio Falcó y d'Adda                              | 1873-1883                                  |
| Rehabilitación por Alfonso XII (título español) |                                                     |                                            |
| I                                               | Juan Falcó de Belaochaga y Trivulzio                | 1884-1923                                  |
| II                                              | Alfonso Falcó y de la Gándara                       | 1923-1967                                  |
| III                                             | María Asunción Falcó y de la Gándara                | 1967-1971                                  |
| IV                                              | Carlo Ernesto Balbo Bertone di Sambuy               | 1971-2005                                  |
| V                                               | Filippo Balbo Bertone di Sambuy                     | 2005-actual titular                        |

## Historia de los condes de Lumiares
Título portugués
- Manuel de Moura y Corte-Real (1590-enero de 1651), I conde de Lumiares, II marqués de Castel-Rodrigo, Mayordomo mayor del rey Felipe III de Portugal (Felipe IV de España).

Se casó con Leonor de Melo, hija de Nuno Álvares Pereira de Melo, III conde de Tentúgal y I marqués de Cadaval.  Le sucedió su hijo:
- Francisco de Moura Corterreal (m. Madrid, 23 de noviembre de 1675),[3] II conde de Lumiares, III marqués de Castel-Rodrigo, I duque de Nochera (1656), en Nápoles, Caballerizo mayor del rey  Carlos II.

Se casó con Ana de Moncada y Aragón, hija de los duques de Montalto y de Bivona, y príncipes de Paternò. Le sucedió su hija:
- Leonor de Moura y de Aragón (m. 1706), III condesa de Lumiares, IV marquesa de Castel-Rodrigo, II duquesa de Nochera.[5]

1. Contrajo primer matrimonio en Madrid (San Ginés) el 13 de febrero de 1664 con Anielo de Guzmán y Caraffa, hijo de Ramiro Núñez de Guzmán II duque de Medina de las Torres y II marqués de Toral, y de Anna Carafa y Aldobraandini, princesa de Stigliano.[6]
2. Se casó en segunda nupcias con Pedro Homodei y Pacheco, II marqués de Almonacid de los Oteros.
3. Se casó en terceras nupcias en Madrid (San Martín) el 30 de noviembre de 1678[7] con su cuñado Carlos Homodei y Lasso de la Vega, III marqués de Almonacid de los Oteros. Sin descendencia de ninguno de sus matrimonios, le sucedió su hermana:[8]

- Juana de Moura y de Aragón (1706-.), IV condesa de Lumiares, V marquesa de Castel-Rodrigo, III duquesa de Nochera.

Se casó con Gisperto, príncipe Pío de Saboya y de San Gregorio. y en segundas nupcias con Luigi Contarini. Le sucedió, de su primer matrimonio, su hijo:
- Francisco Pío de Saboya y Moura (1672-15 de septiembre de 1723), V conde de Lumiares,[9] VI marqués de Castel-Rodrigo,[9] IV duque de Nochera,[9] III príncipe de San Gregorio,[9] III marqués de Almonacid de los Oteros[9][10] y VI marqués de Almonacir.[9]

Se casó con Juana Spínola de la Cerda y Colonna. Le sucedió su hijo:
- Gisberto Pío de Saboya y Spínola (m. Madrid, 12 de enero de 1776), VI conde de Lumiares,[9] VII marqués de Castel-Rodrigo, IV marqués de Almonacid de los Oteros,[9] V duque de Nochera,[9] IV príncipe de San Gregorio[9] y VII marqués de Almonacir.[9]

Se casó en primeras nupcias en Madrid el 25 de junio de 1738 con María Teresa de la Cerda y Téllez-Girón y en segundas con Joaquina de Benavides y de la Cueva. Sin descendientes de ninguno de sus matrimonios, le sucedió su hermana:
- Isabel María Pío de Saboya y Spínola (Madrid, 1719-Alicante, 8 de mayo de 1799), VII condesa de Lumiares,[9] VIII marquesa de Castel-Rodrigo, V marquesa de Almonacid de los Oteros,[9] VIII marquesa de Almonacir,[9] VI duquesa de Nochera[9] y V princesa de San Gregorio.[9]

Se casó en primeras nupcias con Manuel de Velasco y López de Ayala, XII conde de Fuensalida, VI conde de Colmenar de Oreja. Sin descendientes. Contrajo un segundo matrimonio en Madrid el 21 de febrero de 1747 con Antonio José Valcárcel y Pérez Pastor. Le sucedió, de su segundo matrimonio, su hijo:
- Antonio Valcárcel Pío de Saboya y Moura (Alicante, 15 de marzo de 1748-Aranjuez, 14 de noviembre de 1808), VIII conde de Lumiares,[9] IX marqués de Castel-Rodrigo,[9] IX marqués de Almonacir,[9] VI marqués de Almonacid de los Oteros[9] y VII duque de Nochera.[9][11]

Se casó en Alicante el 13 de marzo de 1772 con María Tomasa Pascual de Pobil y Sannazar. Le sucedió su hijo:
- Antonio de Valcárcel y Pascual de Pobil, IX conde de Lumiares,[9] X marqués de Castel-Rodrigo,[9] VIII y último duque de Nochera como título del reino de Nápoles.[9]

Se casó con Beatriz de Ursinos. Sin descendientes. Le sucedió su hermana:
- María de la Concepción Valcárcel y Pascual de Pobil (1774-.), X condesa de Lumiares,[9] XI marquesa de Castel-Rodrigo,[9] VII marquesa de Almonacid de los Oteros,[9] X marquesa de Almonacir y I princesa Pío de Saboya en Italia.[9]

Se casó el 22 de agosto de 1794 en Valencia con Pascual Falcó de Belaochaga y Pujades, VII barón de Benifayó. Le sucedió su hijo:
- Pascual Falcó y Valcárcel (m. 1848), XI conde de Lumiares, XII marqués de Castel-Rodrigo, barón de Benifayó, II príncipe Pío de Saboya en Italia.[9] Sin descendientes. Le sucedió su hermano:

- Juan Jacobo Falcó y Valcárcel (Valencia, 29 de enero de 1797-Bayona, 4 de noviembre de 1873), XII conde de Lumiares,[9] XIII marqués de Castel-Rodrigo,[9] VIII marqués de Almonacid de los Oteros,[9] XI marqués de Almonacir,[9] VIII barón de Benifayó y III príncipe Pío de Saboya en Italia.[9]

Se casó en primeras nupcias con Carolina d'Adda y Khevenhüller-Metsch y en segundas con su cuñada María Anna d'Adda y Khevenhüller-Metsch. Le sucedió, de su primer matrimonio, su hijo:
- Antonio Falcó y d'Adda (Madrid, 21 de agosto de 1823-Madrid, 23 de abril de 1883), XIII conde de Lumiares,[9] XIV marqués de Castel-Rodrigo[9] y IV príncipe Pío de Saboya en Italia.[9]

Se casó en Milán el 22 de febrero de 1855 con Cristina Evelina Trivulzio y Rinuccini. Una hija de este matrimonio, Beatriz Falcó y Trivulzio (Milán, 31 de julio de 1859-Turín, 23 de enero de 1938), se casó con Giuseppe Engelfred y fueron padres de una hija, María Alberta Engelfred y Falcó, casada con Filippo Balbo Bertone di Sambuy, conde de Sambuy y señor de Revigliasco en Italia. Estos últimos fueron los padres del IV conde de Lumiares (título español). Le sucedió su hijo:
Título español a partir de 1884
- Juan Falcó y Trivulzio (Milán, 4 de septiembre de 1856-Madrid, 11 de diciembre de 1923), I conde de Lumiares (real merced del rey Alfonso XII en 1884 como título del reino de España),[1][12] XV marqués de Castel-Rodrigo,[12] V príncipe Pío de Saboya en Italia, X barón de Benifayó,[12] Caballerizo mayor de la reina madre María Cristina de Habsburgo-Lorena.

Se casó en Milán el 17 de noviembre de 1881 con Inés de la Gándara y Plazaola, dama de la Reina Victoria Eugenia de Battenberg. En 17 de julio de 1924, le sucedió su hijo:
- Alfonso Falcó y de la Gándara (Madrid, 9 de agosto de 1903-3 de mayo de 1967), II conde de Lumiares,[1] XVI marqués de Castel-Rodrigo,[12] IX duque de Nochera (por rehabilitación a su favor en 1922), XI barón de Benifayó (los derechos señoriales de Benifayó fueron vendidos en 1872, por Miguel Falcó de Belaochaga al Ayuntamiento y sus vecinos, conservando solamente el título de Barón), príncipe Pío de Saboya, gentilhombre grande de España con ejercicio y servidumbre del rey Alfonso XIII.

Se casó con Sveva Vittoria Colonna. Sin descendientes. En 1968 le sucedió su hermana:
- María Asunción Falcó y de la Gándara (1883-1971), III condesa de Lumiares,[1] XVII marquesa de Castel-Rodrigo,[12] X duquesa de Nochera.[12]

Se casó en Madrid el 2 de diciembre de 1917 con Pedro Caro y Martínez de Irujo (Madrid 20 de diciembre de 1881-ibid.,26 de junio de 1935), VII marqués de la Romana y duque de Sotomayor. Sin descendientes, en 28 de mayo de 1971 le sucedió su sobrino nieto:
- Carlo Ernesto Balbo Bertone di Sambuy y Engelfred (1916-2003), IV conde de Lumiares,[12][1] XVIII marqués de Castel-Rodrigo,[12][14] XI duque de Nochera, conte di Sambuy.[12]

Contrajo matrimonio con Gabrielle Wagnière y en segundas nupcias se casó con Laura Adani. El 1 de septiembre de 2005, le sucedió su hijo del primer matrimonio:
- Filippo Balbo Bertone di Sambuy y Wagnière (n. Roma, 14 de septiembre de 1956), V conde de Lumiares,[12][1] XIX marqués de Castel-Rodrigo,[15] XII duque de Nochera.

Se casó con Patricia Zapparoli padres de una hija, María Gabriela Balbo Bertone di Sambuy y Zapparoli.